# 1966 في الفلبين
فيما يلي قوائم الأحداث التي وقعت خلال عام 1966 في الفلبين.

## سياسة

### تعيين في المنصب
- 17 يناير – ارتورو تولنتينو رئيس مجلس الشيوخ في الفلبين [الإنجليزية]‏.

## مواليد

### يناير
- 1 يناير – بامبي فرنسيسكو صحفية أمريكية.
- 10 يناير – روبي رودريغيز ممثلة فلبينية.

### فبراير
- 5 فبراير – أوسكار خايمي فلورنسيو
- 21 فبراير – سنجاي بيتش لاعب كرة قدم أمريكي.

### مارس
- 12 مارس – أحمد سانتوس
- 18 مارس – أبو عبد الله الفلبيني[1]
- 23 مارس – دانيال غو مهندس معماري فلبيني.

### أبريل
- 7 أبريل – ريتشارد جوميز ممثل فلبيني.
- 11 أبريل – روني ماجسانوك لاعب كرة سلة فلبيني.

### يونيو
- 24 يونيو – جون أرسيلا ممثل فلبيني.
- 24 يونيو – ريزا هونتيفيروس

### أغسطس
- 19 أغسطس – جيدو بابيلونيا لاعب كرة سلة فلبيني.

### سبتمبر
- 15 سبتمبر – أنتوني كلارك

### نوفمبر
- 17 نوفمبر – ألفين باتريمونيو لاعب كرة سلة فلبيني.

## وفيات

### مايو
- 2 مايو – فيسنتي باروس (مواليد 1887)